# Vanzago
Vanzago (AFI: /vanˈʦaɡo/; Vansàgh in dialetto milanese) è un comune italiano di 9 373 abitanti della città metropolitana di Milano in Lombardia.

## Storia
Antichi insediamenti celti mostrano l'origine del comune, in quanto nel toponimo Vantac sono presenti sia la radice -an- e la terminazione -ac, poi mutato nel latino Ventiacum. I primi riscontri documentali del nome risalgono all'864, trascritti nel Codex Diplomaticus Langobardorum. Sotto il regno di Napoleone, Vanzago fu annessa a Pogliano.
Per secoli Vanzago visse di un'economia prevalentemente agricola, testimoniata dalla presenza di alcuni vecchi cascinali, anticamente situati nelle molte e odierne aree verdi. Nella prima metà del Novecento nacquero importanti opifici come il Cotonificio Valle Ticino, una grossa tessitura che, negli anni trenta, diede lavoro ad oltre 350 operai ed operaie, chiudendo nel 1955, e la ditta Cuoital che produceva calzature. Erano inoltre presenti altre aziende e negozi, tra le quali, l'Officina meccanica di Ulisse Cantoni, il salumificio fratelli Carini ed altri ancora, tutti ormai chiusi. Ancora attiva è l'Autonord Car & Caravan della famiglia Bartezaghi che si occupa di vendita di auto e caravan nuove e usate. Grazie al parco del WWF, al Parco Agricolo Sud Milano ed al PLIS del Basso Olona, il comune conserva aree a verde protette, per un totale di 3.565.925 m² corrispondenti a circa il 58% del territorio comunale. Negli ultimi anni Vanzago ha vissuto un'esplosione demografica, favorita, sia dall'edificazione residenziale realizzata nella ex area industriale della Zust Ambrosetti, in origine, Cotonificio Valle Ticino, che dalla relativa vicinanza a Milano, raggiungibile con la linea S5 del Servizio ferroviario suburbano.

### Simboli
Lo stemma è stato concesso con DPR del 26 ottobre 1952.
Il leone con la croce latina, sulla base di quanto è stato sostenuto da alcuni storici locali, proviene dallo stemma dell'antica famiglia Simonetta (d'azzurro, al leone d'argento coronato d'oro, sostenente colle branche anteriori una croce latina di rosso) che si affermò nel Ducato di Milano. Lo smalto rosso del campo con la figura del leone d'oro potrebbero anche essere collegati al blasone della nobile famiglia milanese dei Calderari che qui possedevano un castello e varie terre.
Il gonfalone, concesso con DPR del 9 marzo 1962, è un drappo partito di bianco e di rosso.

## Monumenti e luoghi d'interesse

### Chiese

#### Cappella del Monasterolo
All'interno della Corte del Monasterolo, sorta sull'area che ospitava fino alla metà del XV secolo un Monastero delle Monache, si trova un Oratorio settecentesco dedicato a Maria Santissima Immacolata. Tale Oratorio, in sostituzione di una più antica cappella descritta nelle visite pastorali borromee del 1566 e seguenti e collocata al centro del cortile, fu edificato al limitare del nuovo cortile, tra il 1745 ed il 1748, a cura e spese del proprietario di allora, il Conte Antonio Simonetta, e benedetta il 21 giugno 1748. Pur essendo stato frazionato in piccole proprietà all'inizio del XX secolo, all'antico cortile che ospita l'Oratorio dell'Immacolata, non è venuta meno l'affettuosa cura alla piccola chiesa locale, sia da parte dei "condomini" del Monasterolo che dalla parrocchia di Vanzago. La cappella è a pianta rettangolare, ad unica navata, in due campi sagomati sia all'esterno che all'intero. La facciata, decorata con piccoli fregi in stucco e modanature settecentesche, presenta un unico portale d'ingresso, sormontato da un ampio finestrone, il tutto coronato da un timpano triangolare. L'altare, situato in un piccolo presbiterio separato da una balaustra, è addossato al muro di fondo ed è sormontato da una tela d'autore ignoto, con tutta probabilità di "scuola varesina" e di notevole pregio stilistico, risalente alla prima metà del XVIII secolo, riproducente la figura di Maria Santissima con in braccio il Bambino e con una falce di luna a sorreggerla. La tela viene definita, nel verbale della Visita pastorale del cardnale Pozzobonelli del 1761 come dipinta da "non spernendo pennicillo". Nei pressi si trova un piccolo locale ad uso sacrestia ed un piccolo campanile.

#### Cappella di San Giovanni Battista
Da sottolineare anche la presenza, in Via Roma, nella frazione di Mantegazza, l'antica, e piccola Chiesa di San Giovanni Battista che conserva al suo interno affreschi di buona fattura inserendosi perfettamente nell'assetto edilizio dal sapore antico del borgo.

### Ville e Palazzi

#### Villa Gattinoni
Rinnovata e restaurata agli inizi degli anni settanta del XX secolo e valorizzata nel suo aspetto monumentale, la villa Gattinoni fa bella mostra di sé in rappresentanza di uno degli edifici caratteristici tipici di Vanzago. Oggi è sede della "Fondazione Ferrario" il cui scopo istituzionale consiste nella promozione di attività assistenziali a favore degli anziani. La ricca ed imponente costruzione, edificata nei primi anni del XVIII secolo probabilmente su precedente edificio cinquecentesco appartenuto ai Croce, fu dimora di campagna della famiglia dei banchieri Belinzaghi, poi, tra il Settecento e l'inizio dell'Ottocento dei Milesi, tra l'Ottocento e prima metà del Novecento, dei Padulli e dei Gattinoni. La villa si sviluppa nelle forme di un barocco lineare. La facciata settentrionale, contraddistinta da decorazioni e riquadrature d'intonaco delle finestre, è munita di due balconcini in ferro battuto e un bel porticato a tre arcate distinte da colonne binate, elementi che accolgono l'ingresso dall'attuale Via Vittorio Emanuele II. Il retro è contraddistinto da una facciata semplice e piatta. Il piano terra è noto per ospitare un importante salone di rappresentanza affrescato e stuccato, che conserva anche alcune tele originali del Settecento. Al primo piano, dove attualmente si trovano gli uffici della direzione, si accede attraverso una scala elicoidale di 74 gradini con mosaici, e, sotto la medesima, si trovava un tempo un pozzo che forniva l'acqua necessaria a tutta l'abitazione e che giungeva ai piani superiori attraverso una carrucola, ancora oggi visibile presso la scala. Oltre al soffitto a volta dello scalone padronale, affrescato nel 1949 dal pittore milanese Natale Penati. Di notevole rilievo è anche la cappella padronale settecentesca e delicatamente affrescata, situata al primo piano e dotata di un piccolo accesso "di servizio" ad uso del sacerdote officiante. Molto interessante è anche il parco retrostante, di impianto settecentesco ed ancora ricco di alberi notevoli, tra cui una ginkgo biloba, albero di origine giapponese, della cui specie l'esemplare vanzaghese situato nel parco, è stato al tempo del suo trapianto, tra i primi in Italia.

### Aree naturali
Il territorio comunale ospita un'Oasi naturale del WWF denominata Bosco di Vanzago costituita nel 1978. Attualmente risulta essere interessata da un progetto di ampliamento del Parco Agricolo Sovracomunale del Roccolo, istituito nel 1991 tra i comuni di Parabiago, Busto Garolfo, Casorezzo, Arluno, Canegrate e, dal 1997 a Nerviano, e che si estende per circa 15.000.000 di m². Tale progetto prevederebbe l'assorbimento dell'Oasi, ma ciò non è ancora passato alla fase di vaglio. Vanzago, insieme alle frazioni di Mantegazza e Valdarenne fanno parte dell'Oasi del Ticino, che comprende molti paesi situati nell'area nord ovest di Milano. Parte del territorio comunale è inoltre compreso nel Parco del Basso Olona, istituito nel 2010.

## Società

### Evoluzione demografica
Abitanti censiti

### Etnie e minoranze straniere
Secondo i dati ISTAT al 31 dicembre 2010, la popolazione straniera residente era di 414 persone. I romeni, con 100 persone, pari al 1,12% del totale della popolazione, sono la nazionalità straniera maggiormente rappresentata sul totale della popolazione residente.

## Geografia antropica
Secondo l'ISTAT, il territorio comunale comprende il centro abitato di Vanzago, la frazione di Mantegazza e la località di Valdarenne.

## Infrastrutture e trasporti

### Strade
In pochi minuti è possibile raggiungere la strada statale 33 del Sempione e l'autostrada A4 Torino-Trieste.

### Ferrovie
Vanzago, assieme a Pogliano Milanese, è dotata di una stazione lungo la ferrovia Domodossola-Milano, da cui passano anche i treni della linea S5 (Varese-Treviglio) del servizio ferroviario suburbano di Milano.

### Mobilità urbana
Movibus linea Z618

## Amministrazione
| Periodo | Periodo   | Primo cittadino   | Partito                         | Carica  | Note   |
| ------- | --------- | ----------------- | ------------------------------- | ------- | ------ |
| 1985    | 1990      | Francesco Airaghi | Democrazia Cristiana            | Sindaco | [ 12 ] |
| 1990    | 1995      | Aldo Lombardi     | Democrazia Cristiana            | Sindaco | [ 12 ] |
| 1995    | 1999      | Anna Zanaboni     | Lista civica                    | Sindaco | [ 12 ] |
| 1999    | 2004      | Anna Zanaboni     | Lista civica                    | Sindaco | [ 12 ] |
| 2004    | 2009      | Roberto Nava      | Lista civica                    | Sindaco | [ 12 ] |
| 2009    | 2014      | Roberto Nava      | Lista civica                    | Sindaco | [ 12 ] |
| 2014    | 2019      | Guido Sangiovanni | Lista civica Insieme in cammino | Sindaco | [ 12 ] |
| 2019    | 2024      | Guido Sangiovanni | Lista civica Insieme in cammino | Sindaco | [ 12 ] |
| 2024    | in carica | Lorenzo Musante   | Lista civica Insieme in cammino | Sindaco | [ 12 ] |